# Fuente Encalada
Fuente Encalada település Spanyolországban,  Zamora tartományban. Fuente Encalada Villageriz, Santibáñez de Vidriales, Ayoó de Vidriales, Castrocalbón és San Esteban de Nogales községekkel határos. Lakosainak száma 89 fő (2024).

## Népesség
A település népessége az utóbbi években az alábbiak szerint változott:
| Lakosok száma | 142  | 131  | 134  | 125  | 115  | 114  | 112  | 106  | 102  | 89   |
|               | 2001 | 2004 | 2007 | 2009 | 2012 | 2014 | 2017 | 2019 | 2022 | 2024 |